# Akehiro Hidaka
Akehiro Hidaka (日高明大 Hidaka Akehiro?) es un artista comisionado por Osamu Migitera para trabajar en las series de beatmania (el cual Osamu era uno de los directores de sonido). Cuando la franquicia terminó, Akehiro comenzó a componer música para pop'n music con algunas cuántas canciones. Akehiro is conocido también por interpretar como vocalista en varias canciones compuestas por Des-ROW. Fuera de Bemani, él es miembro del dúo asyura 3rd.

## Música principal
La siguiente lista muestra las canciones que fueron creadas por el mismo autor y también con los artistas que trabajó para su elaboración:
- beatmania 6thMIX
  - UZIEL

- beatmania 7thMIX
  - LAUGA
  - PANATIUM
  - S.F.M

- beatmania THE FINAL
  - taulanaew n
  - 赤カーテン

- Dance Dance Revolution SuperNOVA2
  - GIRIGILI門前雀羅

- ee'MALL
  - lime-light
  - ラスネール

- ee'MALL 2nd avenue
  - old"O"

- GuitarFreaks V6 & DrumMania V6: BLAZING!!!!
  - Juicy

- pop'n music 8
  - pure

- pop'n music 9
  - cobalt
  - ホネホネロック

- pop'n music 10
  - ULTRA BUTTERFLY (坤剛力)

- pop'n music 11
  - カゲロウ
  - クラゲータ

- pop'n music いろは
  - お豆の哀歌

- pop'n music カーニバル
  - SUN/光線

- pop'n music FEVER!
  - 異能対決! VS. 淀ジョル
  - レトロスペクト路

- pop'n music ADVENTURE
  - 路男

- pop'n music PARTY♪
  - 無限軌道ゲームミックス

- pop'n music THE MOVIE
  - Treasure Hoard
  - へんたいトリロジー

- pop'n music せんごく列伝
  - 一激必翔

- pop'n music TUNE STREET
  - ヴェルヴェットバレット

- REFLEC BEAT
  - イミテーション語ル死ス